# Massenverhaftung von Nürnberg
Als Massenverhaftung von Nürnberg wird die Verhaftung von 141 Personen am 5. März 1981 im Nürnberger Kulturzentrum KOMM durch die Bayerische Polizei bezeichnet.
Das Ereignis geriet vor allem wegen der Durchführung und der anschließenden Gerichtsverhandlung in die Kritik und wurde als „beispielloser Rechtsbruch“ bezeichnet.

## Ablauf
Am Abend des 5. März fand im Nürnberger Jugendzentrum KOMM eine Filmvorführung über die holländische Hausbesetzerbewegung statt. Dabei waren 200 bis 300 Gäste anwesend. Die Polizei deklarierte die Veranstaltung als „Vollversammlung der Hausbesetzer“ und ging mit einer Hundertschaft in Stellung.
Nach anschließender Diskussion sammelten sich vor dem KOMM etwa 150 Personen zu einer spontanen Demonstration. Beim halbstündigen Zug durch die Altstadt wurden sechs Schaufenster eingeschlagen und einige Autoantennen umgeknickt. Der Sachschaden belief sich auf etwa 30.000 D-Mark.
Die Polizei beobachtete das Geschehen, griff aber nicht ein. Erst nachdem alle Demonstranten kurz vor Mitternacht wieder ins KOMM zurückgekehrt waren, wurde das Gebäude von der Polizei umstellt und abgeriegelt. Nach vierstündiger Belagerung kamen die Teilnehmer in kleinen Gruppen heraus, in der Erwartung, lediglich erkennungsdienstlich behandelt zu werden. Alle 141 Personen wurden allerdings – entgegen den Versprechungen der Polizei – inhaftiert, darunter 21 Minderjährige, 78 von ihnen wurden letztlich angeklagt.
Am nächsten Morgen begann eine Bürgerinitiative, Rechtsanwälte zu organisieren. In den folgenden Tagen gab es bundesweit Protestkundgebungen mit „zehntausenden Menschen“ gegen das Vorgehen der Behörden. Zwei Wochen nach der Verhaftung wurde die letzte Person aus der Haft entlassen.
Das erste Verfahren gegen 10 Angeklagte begann am 3. November 1981 unter massiver Polizeipräsenz und offenbarte ein Komplott zwischen Staatsanwaltschaft, Richtern und Polizei. Drei Wochen später wurde das Verfahren ausgesetzt, kurze Zeit später waren alle Staatsanwälte und Richter „abgezogen, zum Teil versetzt und wegbefördert.“
Ein Jahr später wurde das Verfahren beendet, indem der Eröffnungsbeschluss des Verfahrens zurückgenommen und somit eine juristische Aufarbeitung unmöglich gemacht wurde.

## Bewertung und Auswirkungen
Das gesamte Vorgehen von Polizei und Justiz wurde von renommierten Juristen kritisiert, „[bei] vielen Gerichten und Anklagebehörden außerhalb Bayerns erhob sich damals eine Welle des Protestes gegen die Rechtswillkür der fünf Nürnberger Haftrichter.“
Der Richter des Bundesverfassungsgerichts Martin Hirsch kritisierte die Verhaftung von 141 Personen mit Verweis auf den Anlass (sechs eingeworfene Scheiben in der Innenstadt) als nicht verhältnismäßig. Der den Verhaftungen zu Grunde liegende gleichlautende und kopierte Haftbefehl wurde von Erhard Denninger kritisiert.
Als einzige Juristin unter 200 Unterzeichnern unterschrieb Erika Simm, Richterin am Amtsgericht Regensburg, einen Aufruf gegen die Kriminalisierung und für die Freilassung der Inhaftierten. Dafür wurde sie disziplinarisch bestraft.
Die Aktion wurde bundesweit auch von Kommunalpolitikern dafür kritisiert, dass ihre Pauschalisierung den „Differenzierungsprozeß unter den Hausbesetzern“ gestört hat.
Der damalige Nürnberger Bundestagsabgeordnete Egon Lutz (SPD), dessen seinerzeit minderjährige Tochter von den Verhaftungen ebenfalls betroffen war, ging rückblickend davon aus, dass mit der Aktion ein Exempel statuiert werden sollte. Die örtliche Polizei sei vom damaligen Ministerpräsidenten Franz Josef Strauß (CSU) instrumentalisiert worden.
Jonas Lanig, damals Lehrer an der Peter-Vischer-Schule in Nürnberg, hatte sich gemeinsam mit Schülern für die Freilassung einer inhaftierten Mitschülerin im Kontext einer diesbezüglichen Demonstration eingesetzt. Rückblickend stellte er fest, dass der Protest gegen die Massenverhaftungen auch von den bürgerlichen Schichten mitgetragen worden sei und auch jene erfasst hatte, die sich an Demonstrationen üblicherweise nicht beteiligen.
Der Spiegel brachte in der Ausgabe 12/1981 die Titelseite „Die Massenverhaftung – Bricht Bayern das Recht?“ und veröffentlichte sieben Artikel darin. In der Ausgabe 16/1983 berichtete Der Spiegel, dass bei der Nürnberger Massenverhaftung ein Exempel statuiert werden sollte, wie bis dahin unbekannte Polizei-Dokumente die Vermutung belegen. Der damalige Chef des Polizeipräsidiums von Mittelfranken, Helmut Kraus, spielte darin eine Hauptrolle. Der Spiegel kommt zu dem Schluss, dass Kraus, auf dem Höhepunkt der Auseinandersetzungen mit Hausbesetzern, zu einer abschreckenden Massenfestnahme entschlossen war. Laut dem Artikel wurden Akten verändert oder entfernt und, ebenso wie existente Tonaufnahmen oder deren Abschriften, nicht zu den Ermittlungsakten gegeben, und somit auch den Rechtsanwälten der damals angeklagten Personen vorenthalten. In der Ausgabe 18/1996 berichtete Der Spiegel im Artikel „Dicker Balken“, das KOMM solle nach dem CSU-Kommunalsieg finanziell ausgetrocknet werden. „Das ist ein Dreckloch“, urteilt der künftige Nürnberger Oberbürgermeister Ludwig Scholz (CSU).

## Filme
1981 veröffentlichte die Medienwerkstatt Franken e.V. einen 34-minütigen Dokumentarfilm des Autors Kurt Keerl mit dem Titel ‚Gott mit dir, du Land der Bayern‘. Der Film entstand in den zwei Wochen nach der Massenverhaftung und zeigt auch Originalaufnahmen der vorangegangenen Hausbesetzungs- bzw. Räumungsaktionen.
1983 veröffentlichte der Journalist Helge Cramer einen 85-minütigen Dokumentarfilm über den KOMM-Skandal mit dem Titel ‚Ende der Freiheit‘  mit der Beschreibung „Dokumentation eines freistaatlich organisierten Rechtsbruchs“, der in verschiedenen Kinos gezeigt wurde.
2011 veröffentlichte die Medienwerkstatt Franken e. V. den Film Die KOMM-Massenverhaftung. Im Film berichten Zeitzeugen, wie sie aus heutiger Sicht die damaligen Ereignisse einschätzen und mit den Erlebnissen umgehen.
2023 sendete der Bayerische Rundfunk (BR) am 17. Mai die Dokumentation Radikal an der Basis · Das Nürnberger KOMM. Buch und Regie als auch Recherche führte die BR-Mitarbeiterin Kerstin Dornbach, die in ihrer Jugend das KOMM ab und zu selbst besucht hat. Neben der Offenlegung des damals praktizierten Kulturbetriebs wird auch die Massenverhaftung thematisiert.

## Sonstige Rezeption
Die bayerische Kabarettgruppe Biermösl Blosn erlangte kurze Zeit nach dem Ereignis bundesweite Bekanntheit, als sie beim traditionellen Maibockanstich im Münchner Hofbräuhaus die CSU in Zusammenhang mit der Massenverhaftung von Nürnberg vor den versammelten Ministern und Landtagsabgeordneten scharf kritisierte und so einen politischen Eklat verursachte.